# Odensjön
Odensjön er en sø i Skåne, Sverige, der ligger i Söderåsens nationalpark. Søen er rund, har en diameter på 150 meter og er 19 meter dyb. Odensjön menes at være en glaciærformet issø. Odensjön menes at have fået sit navn på grund af den cirkulære form, der ligner guden Odins øje. Odensjön er placeret i Söderåsens Natura 2000-område og beskyttet i EUs fugledirektiv.

## Sagn
Omgivet af 30 meter høje skrænter har Odensjön givet anledning til forskellige sagn. Længe troede man, at søen var bundløs og havde forbindelse til krypten i Lund domkirke. Ifølge et andet sagn bosatte to jætter, Blink og Börta, sig så dybt i søen, så de ikke længere kunne høre kirkeklokkerne. En tredje legende fortæller, at der i oldtiden lå et slot, hvor Odinsøen er i dag, og at slottets tårn kan ses i dybden når søen er klarest.
Der er også en legende fra Landskrona, om en ond mand, der døde. Folk ønskede at begrave ham i den bundløse Odensjö fra at forhindre ham i at "gå igen". Men han ville tilsyneladende ikke kastes i den bundløse sø, for hans kiste blev tungere og tungere jo nærmere hestevognen kom søen. Til sidst orkede hesten ikke mere, og den onde mand blev i stedet begravet i vejkanten.

## Odensjön nu
Takket være udsætningen af fisk som regnbueørred, bækørred, gedde, aborre og skalle kan der nu fiskes i Odensjön, imidlertid kræves fisketegn.
Langs bredden af Odensjön går den del af Skåneleden, der snor sig mellem Åstorp og Röstånga.

### Kultur i Natur
Siden 1993 har "Kultur i Natur" afholdt årlige koncerter på Odensjön, hvor kunstnere optræder på en tømmerflåde i søen. Koncerterne er arrangeret af "Röstånga Turist- og hembygdsförening" i august med kendte musikere. Arrangementet er efterhånden blevet velbesøgt. Af kendte optrædende kan nævnes Sven-Bertil Taube (1996), The Real Group (2003) og Malena Ernman (2014).

## Galleri
- Odensjön i april
- Odensjön i maj